# Multioppia insularis
Multioppia insularis är en kvalsterart som beskrevs av Sandór Mahunka 1985. Multioppia insularis ingår i släktet Multioppia och familjen Oppiidae. Inga underarter finns listade i Catalogue of Life.